# Franz Kaspar Lieblein
Franz Kaspar  (ou Caspar) Lieblein  (Karlstadt, 15 de setembro de 1774 -  Fulda, 28 de abril de 1810) foi um botânico alemão.
Em Fulda, no estado alemão de Hessen, ensinou botânica.
Descreveu na sua obra, Flora fuldensis (Frankfurt am Main, 1784), a flora  do vale do  Reno e apresentou 300 espéciess.